# Navadni lonček
Navadni lonček (znanstveno ime Crucibulum laeve) je gliva iz rodu lončkov (Crucibulum).

## Značilnosti
Goba ima obliko skledice ali lončka, imenovanega peridij, ki je v mladosti prekrit z opno ali pokrovčkom. V notranjosti je 4 do 6 belih jajčk, imenovanih peridiole, v katerih so trosi in so pritrjena na peridij z micelijskimi nitkami, ki se z zrelostjo pretrgajo in omogočijo dežnim kapljam, da izrinejo peridiole, tako da odletijo iz lončka. Gladke notranje stene lončka so pod kotom 70–75 ° glede na vodoravno ravnino. Eksperimentalno je bilo dokazano, da taka oblika lončka omogoči najboljši izmet peridiola, ki med letom za seboj vleče micelijsko nitko, s katero je bil pritrjen. Ta nitka se lahko ovije okoli vejice in omogoči pritrditev na novo podlago.

## Razširjenost in življenjski prostor
Lončki so gniloživke in se hranijo s pomočjo razgradnje organskih snovi. Običajno rastejo na lesu in lesnih ostankih.

## Mikroskopske značilnosti
Trosni prah je brezbarven. Trosi so elipsasti, gladki in merijo 8–10 × 4–6 µm.

## Podobne vrste
- črtkani košek (Cyathus striatus) je večji, na zunanji strani prekrit z dlačicami, notranjost je črtkasta.

## Uporabnost
Neužitna.

## Galerija slik
- Lončki na polenu
- Zaprti lončki
- Odprti lončki
- Odleteli peridiji ujeti na vejico z micelijsko nitko
- Trosi